# Honda Today
Honda Today (яп. ホンダ・トゥデイ) — кей-кар, выпускавшийся с 1985 по 1998 год японской компанией Honda. Вытеснен с конвейера моделью Honda Life.

## Первое поколение
Первое поколение Today (JW1) было представлено в сентябре 1985 года в кузове трёхдверный хетчбэк. Первоначально автомобили позиционировались, как лёгкие коммерческие фургоны, так как налоговая структура благоприятствовала таким транспортным средствам. Задняя подвеска имеет торсионную балку с винтовыми пружинами, в то время как передняя подвеска имеет стойки с вытянутыми вперёд рычагами управления.
Автомобили Honda Today первого поколения продавались только на японском внутреннем рынке в комплектациях «F», «M» и «G». Они были представлены в японских дилерских центрах Honda Primo наряду с седаном «Primo», Civic. Дизайн хэтчбека с плоской крышей автомобили разделяли с супермини Honda City, компактным автомобилем Honda Civic и среднеразмерным автомобилем Honda Accord AeroDeck.
Первоначально автомобили Honda Today первого поколения оснащались двухцилиндровым двигателем Honda EH с водяным охлаждением объёмом 545 см3, мощностью 23 кВт (31 л. с.), который также применялся в Honda Acty. Двигатель имел однокамерный карбюратор Keihin и не нуждался в каталитическом нейтрализаторе, но мог быть оснащён системой рециркуляции выхлопных газов для контроля выбросов. Коробка передач — четырёхступенчатая механическая или двухступенчатая полуавтоматическая. Трансмиссия была расположена с правой стороны двигателя, а дифференциал был установлен под ней. По меркам журнала Car and Driver, максимальная скорость составляет 111 км/ч, время разгона до 97 км/ч — 34,2 секунды, а время пробега четверти мили составило 23,9 секунды при скорости закрытия 90 км/ч.
В феврале 1987 года был налажен выпуск версии «Pochette» на базе Today M, а в сентябре того же года был налажен выпуск «специальной» версии Today G с пятиступенчатой механической трансмиссией.
В 1990 году автомобили Honda Today первого поколения прошли незначительный фейслифтинг, в ходе которого круглые фары были заменены аэродинамическими линзами, капот был увеличен, на крышке багажника имелись увеличенное ветровое стекло и небольшой спойлер сверху, а задние фонари были перенесены на бампер. Вместо двигателя EH применялся 547-кубовый трёхцилиндровый четырёхклапанный двигатель E05A мощностью 26—32 кВт (36—44 л. с.) с одним верхним распредвалом. Коробка передач — трёхступенчатая автоматическая с гидротрансформатором. Изменения также коснулись подвески и приборной панели.

Кодовые обозначения: JW2 (для коммерческой модификации) и JA1 (для пассажирской модификации). Комплектации: F, M, G, Ri, Ri-Z (JW2), XG (JA1) и XTi (JA1).

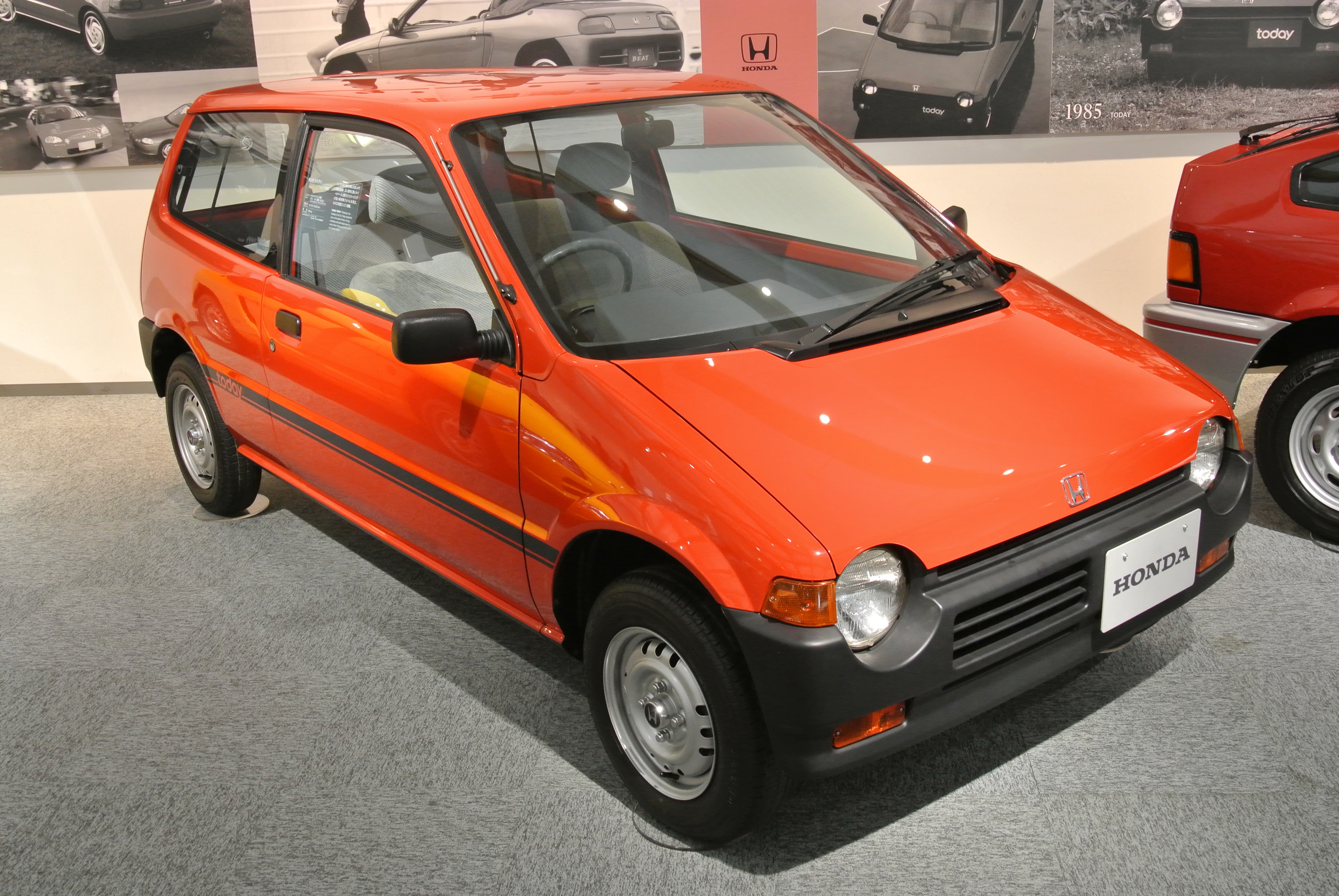
1985 Honda Today JW1 (оригинальная версия)
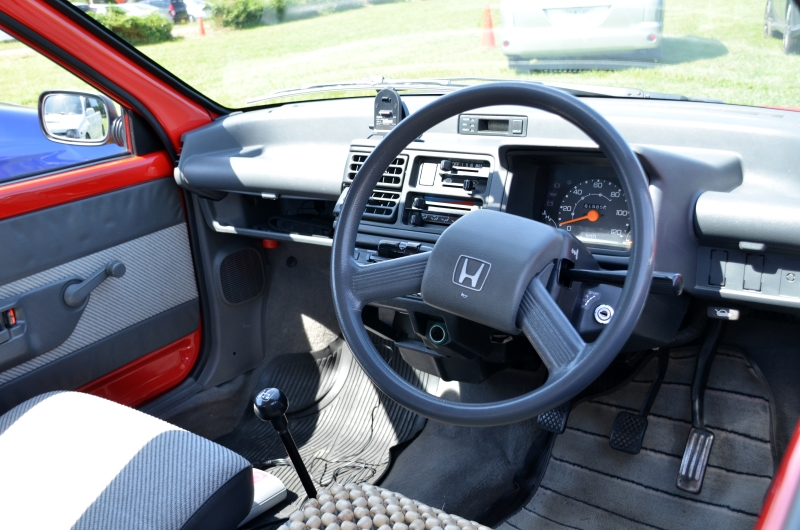
Интерьер
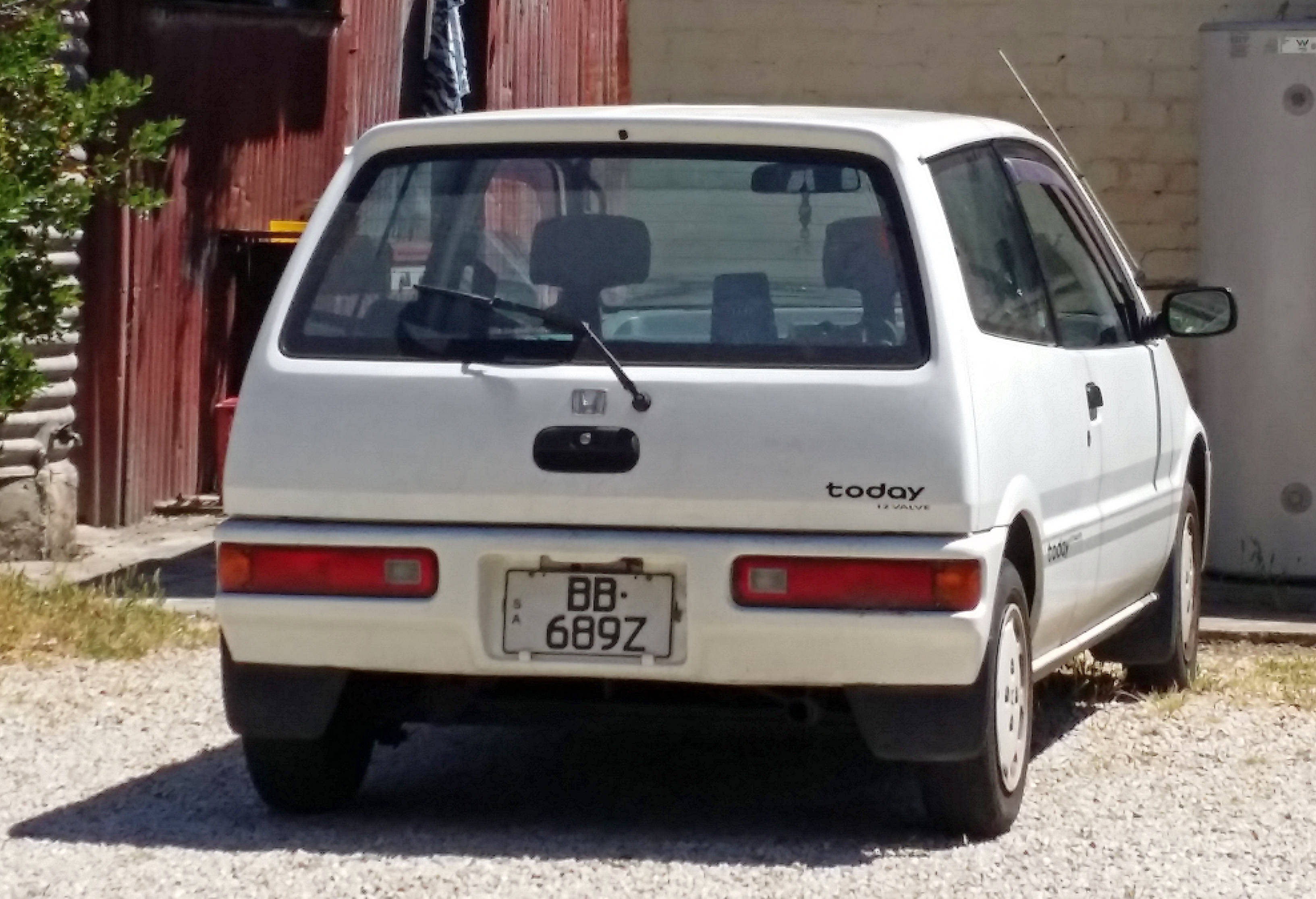
Рестайлинговый Honda Today Van (JW2; вид сзади)
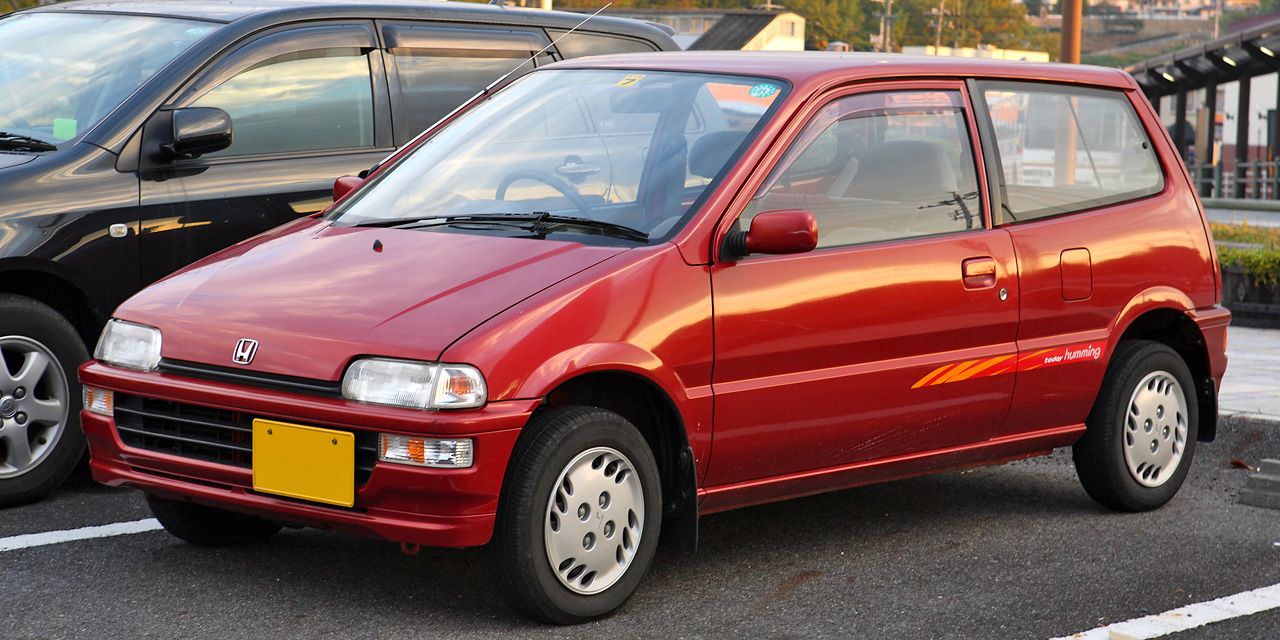
Honda Today Humming (JW3; 1994—1998)
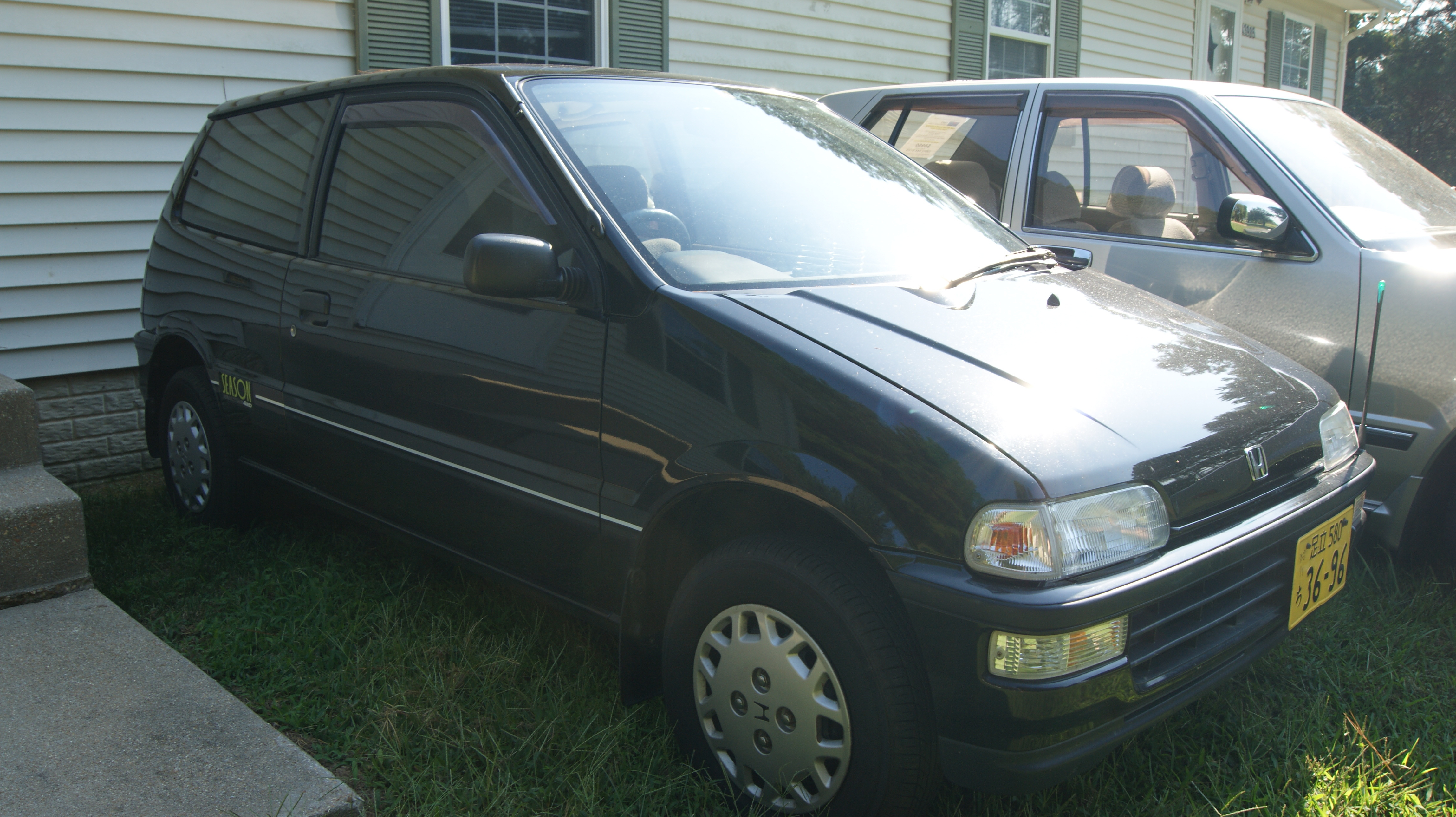
JA3 Honda Today Season с системой полного привода Realtime

## Второе поколение
Второе поколение Honda Today начало выпускаться в январе 1993 года. Изначально автомобили выпускались в кузове двухдверный седан, а в мае 1993 года в модельный ряд был добавлен четырёхдверный седан Today Associe (яп. トゥデイ アソシエ). По словам компании Honda, название Associe происходит от английского слова «Associate».
Автомобили оснащались 656-кубовым трёхцилиндровым двигателем E07A с впрыском топлива, который также применялся в Honda Beat. Высокопроизводительная версия этого двигателя имела технологию MTREC (Multi Throttle Responsive Engine Control). Каждый цилиндр имеет индивидуальные корпуса дроссельных заслонок. Модели с двигателем MTREC имели трёхспицевое рулевое колесо и тахометр. Мощность оригинального двигателя составляла 35 кВт (48 л. с.) при 6300 об/мин, а версии MTREC — 43 кВт (58 л. с.) при 7300 об/мин, в то время как крутящий момент оригинального двигателя составлял 57 Н⋅м при 5500 об/мин, а версии MTREC — 60 Н⋅м при 6200 об/мин. Коробка передач — пятиступенчатая механическая или трёхступенчатая автоматическая.
В феврале 1996 года автомобили Honda Today прошли фейслифтинг. Изначально они выпускались в кузовах трёхдверный хетчбэк, а с марта того же года — в кузовах пятидверный хетчбэк. Изначально автомобили выпускались в комплектациях Xi, Pochette и Gi, а после фейслифтинга — в комплектациях Rs, Qi и Gf.

В октябре 1998 года, в связи с изменениями правил кей-каров, производство автомобилей Honda Today было остановлено.

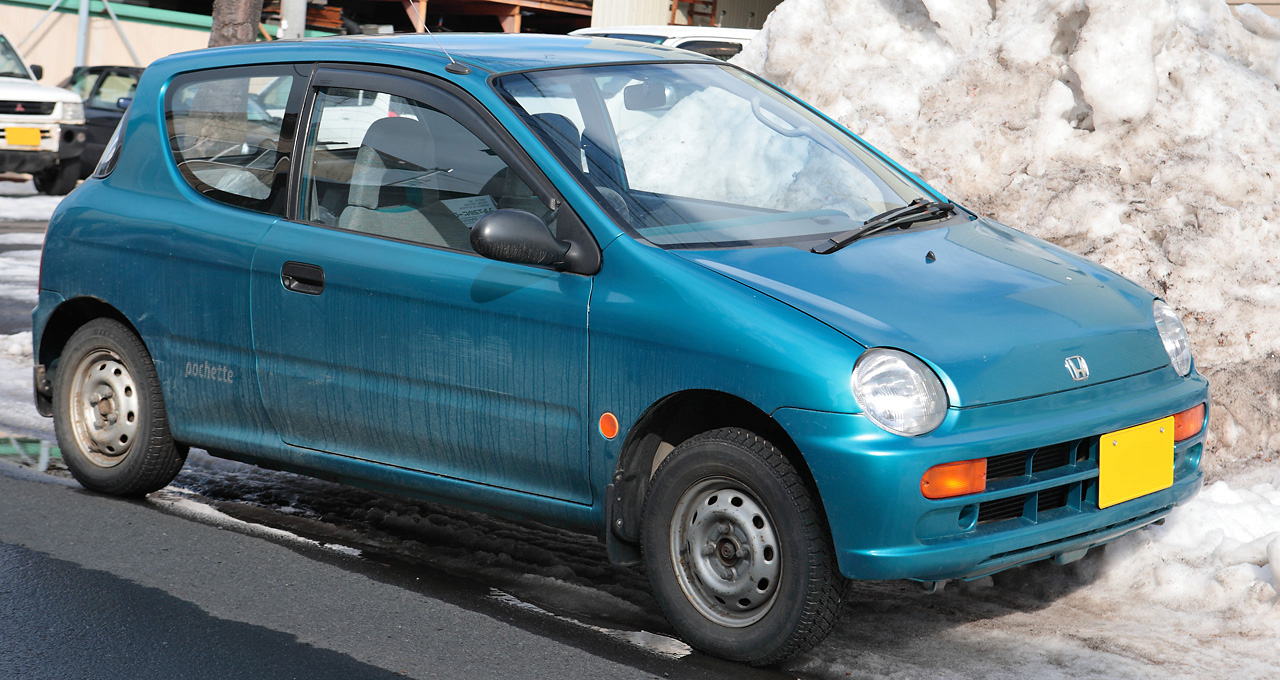
Honda Today Pochette
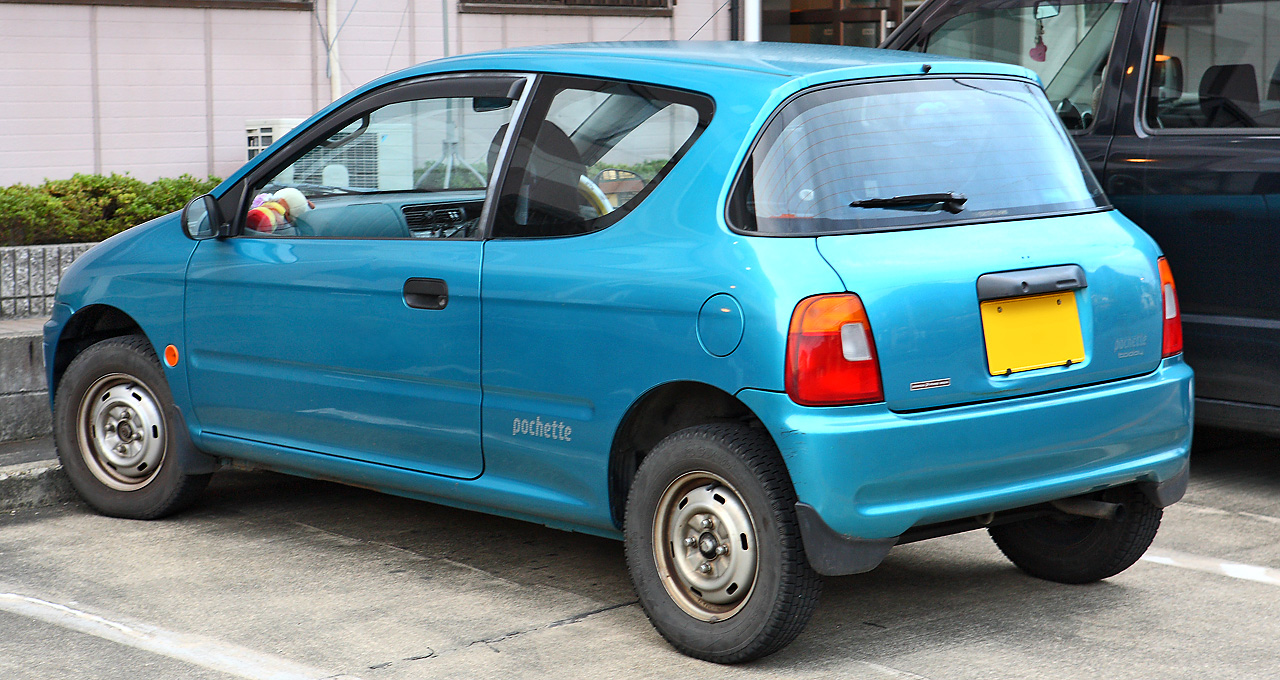
Вид сзади
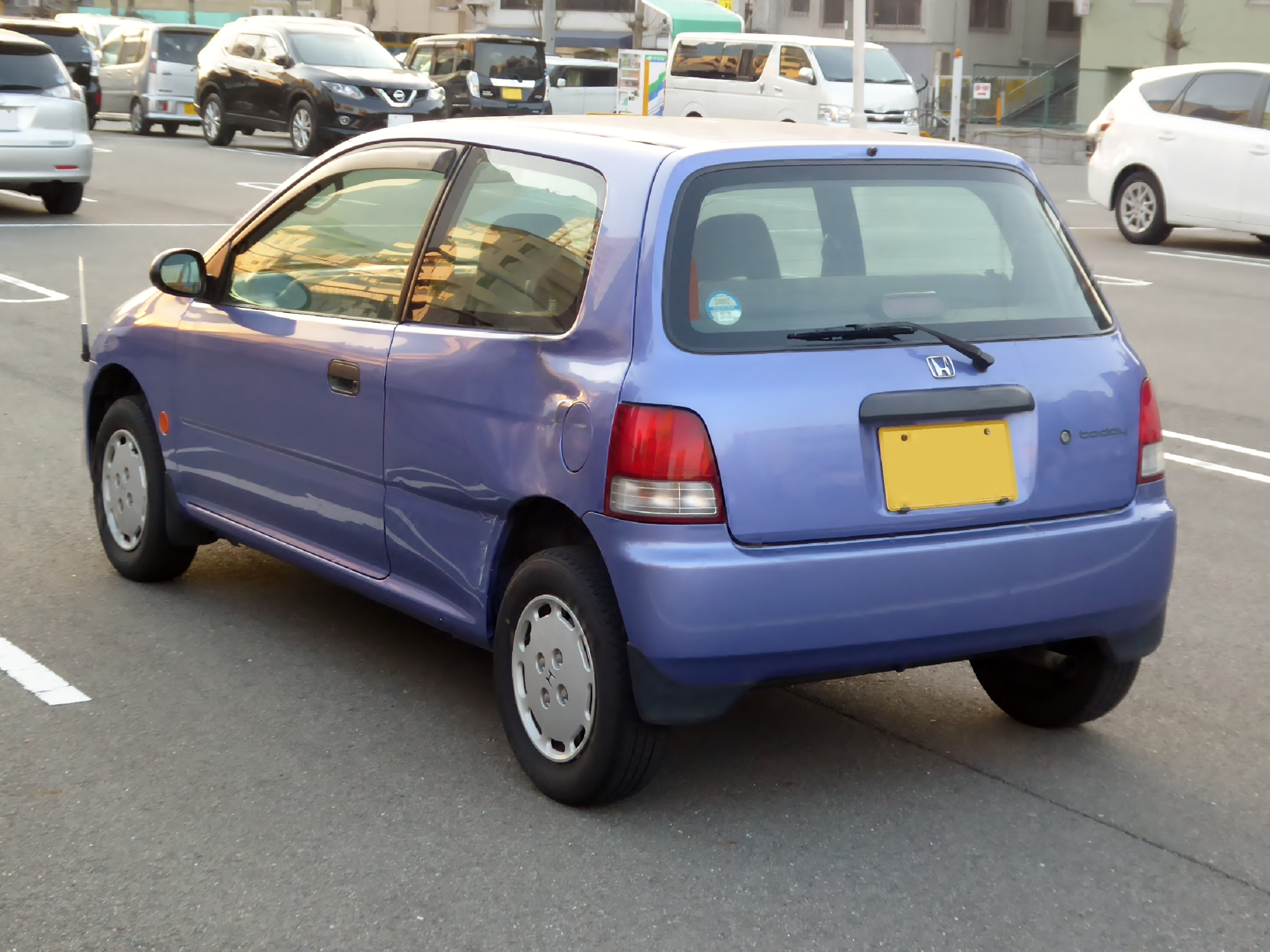
Honda Today Gs
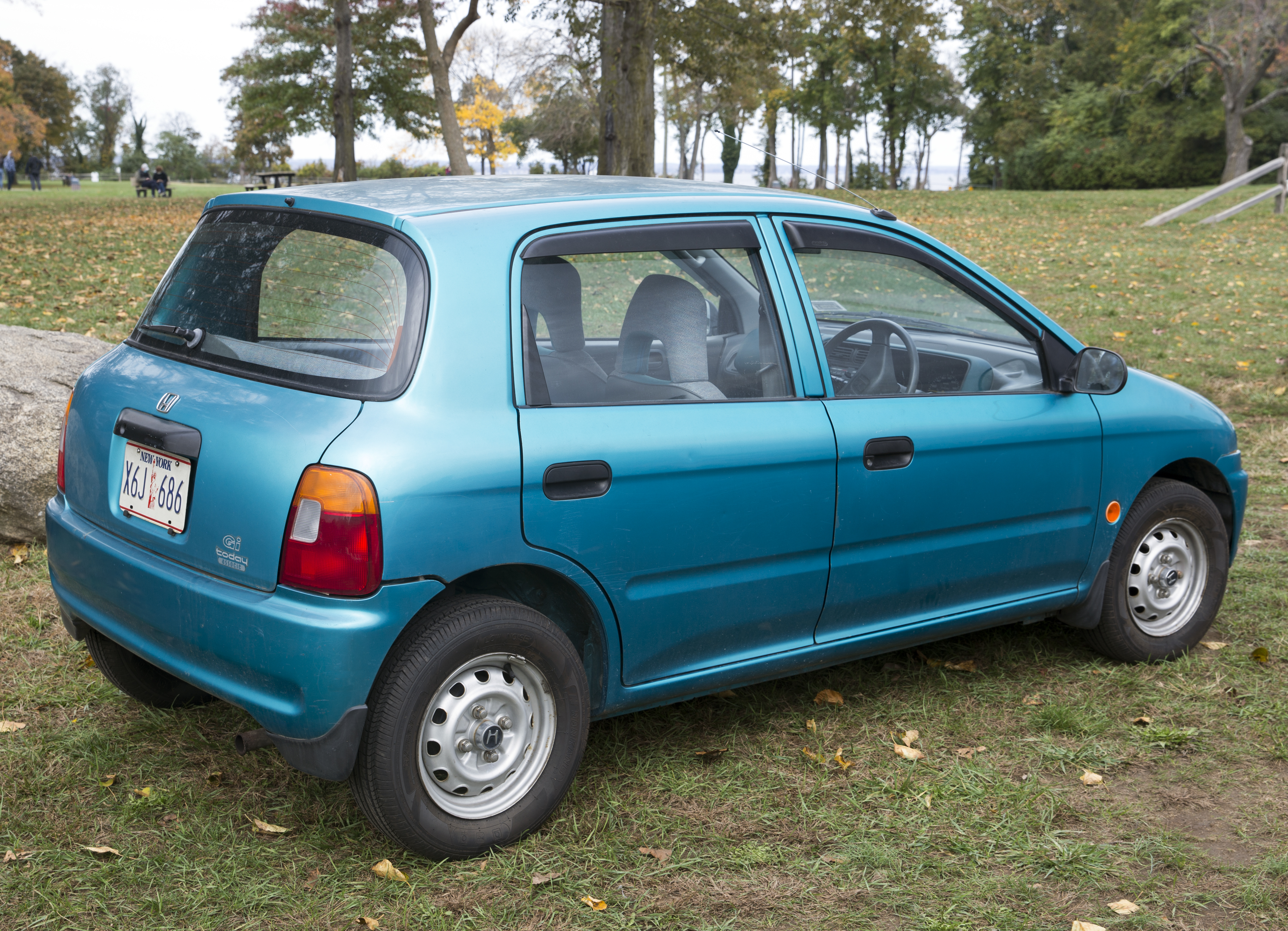
Honda Today Associe Gi
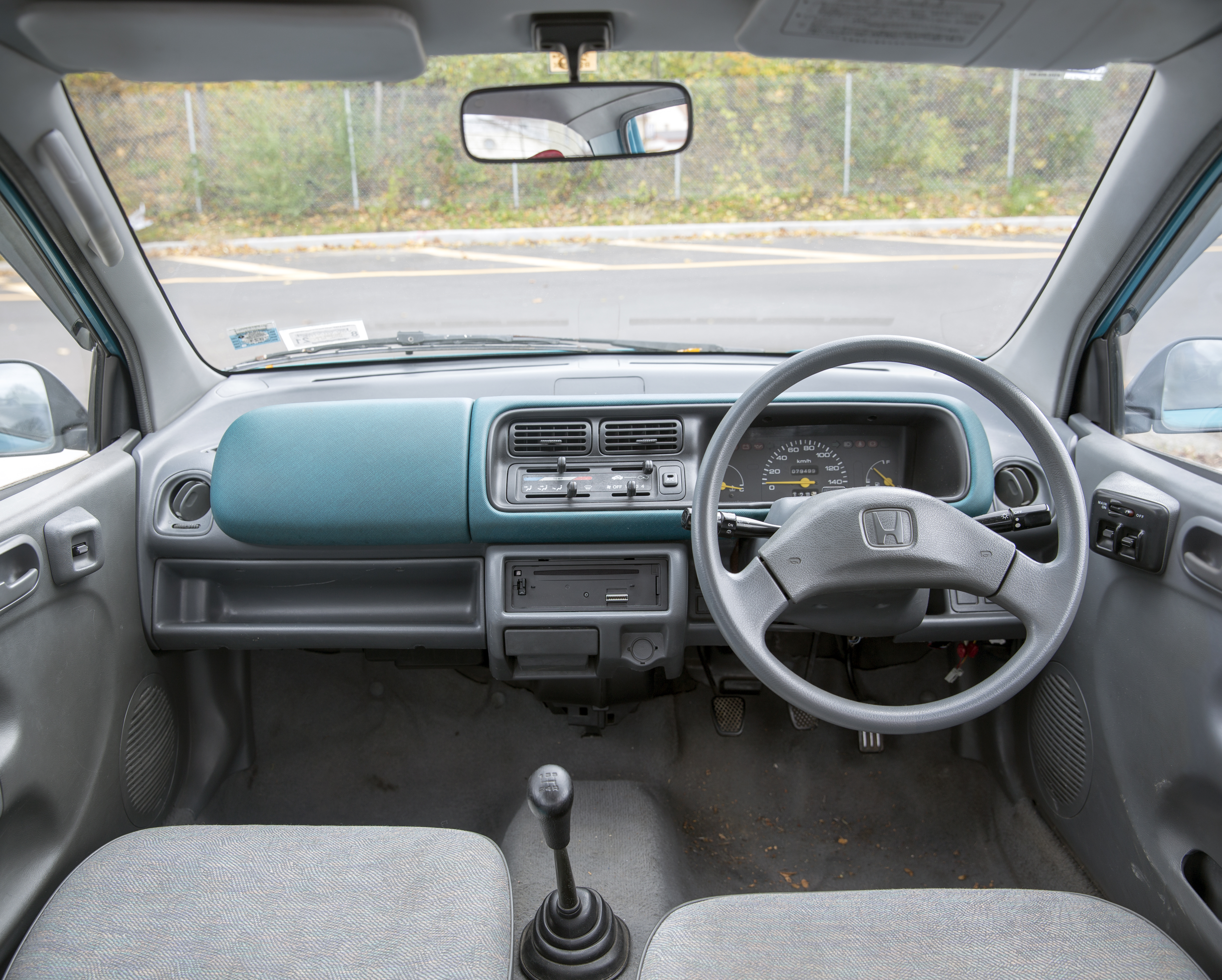
Интерьер
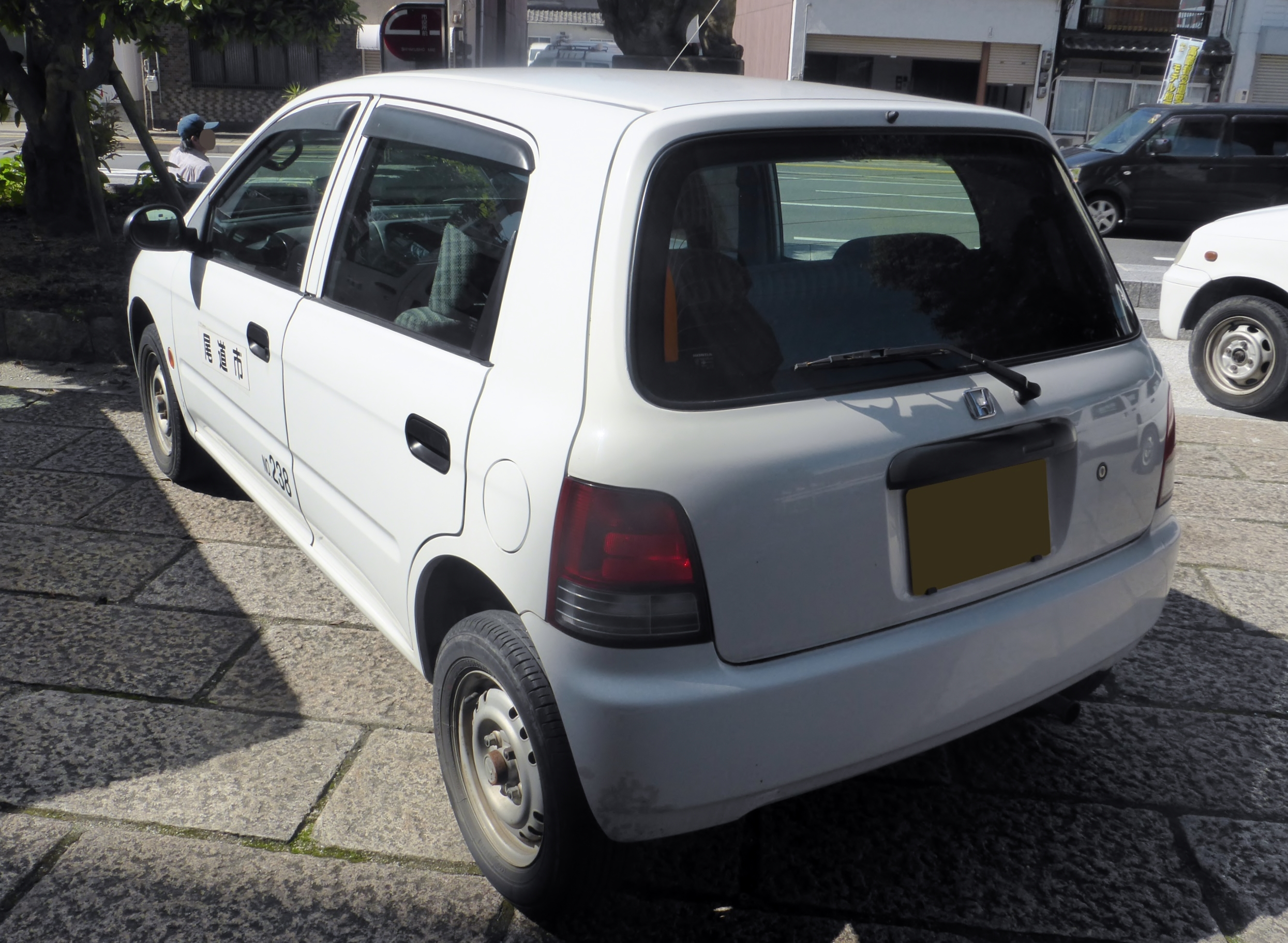
Полноприводной Honda Today Qi (E-JA5)
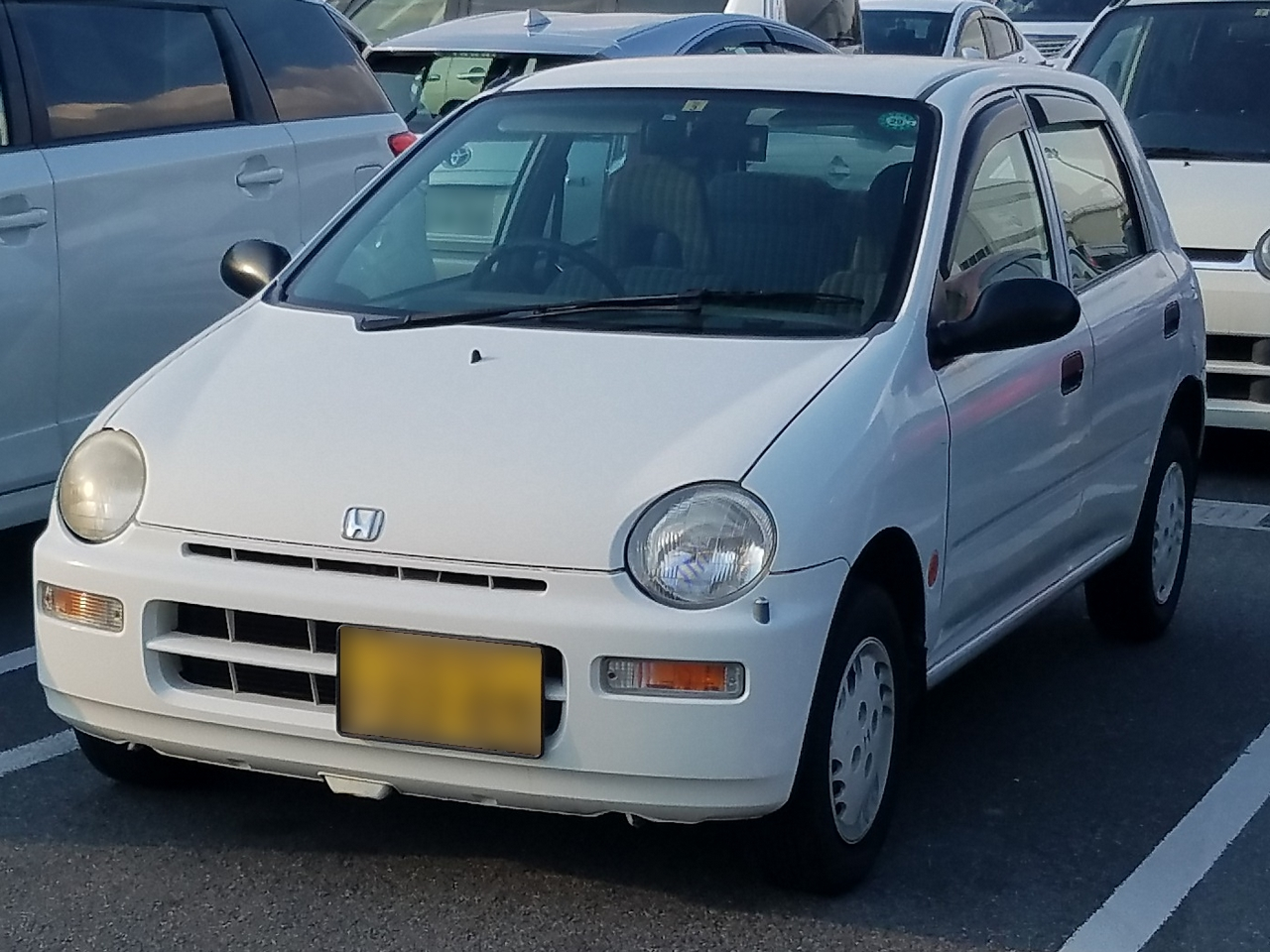
Honda Today Gf